# Romary Rifka
María Romary Rifka González (Poza Rica, 23 dicembre 1970) è un'ex altista messicana.

## Biografia
Rifka ha gareggiato per oltre due decadi con il tricolore messicano, partecipando a tutte le maggiori competizioni internazionali tra le quali si annoverano numerose partecipazioni ai Mondiali e ai Giochi olimpici di Atene 2004 e di Pechino 2008. Tra i tanti successi in ambito continentale e soprattutto regionale, si segnalano le tre medaglie - ciascuna di un metallo diverso - conquistate ai Giochi panamericani, tra cui l'oro conquistato nel 2007 in Brasile, diventando la prima altista messicana a salire sul gradino più alto del podio nella disciplina.
È sposata al multiplista connazionale Alejandro Cárdenas, dal quale ha avuto una figlia Romary Cárdenas che pratica il tennis.

## Palmarès
| Anno | Manifestazione             | Sede              | Evento         | Risultato | Prestazione | Note |
| ---- | -------------------------- | ----------------- | -------------- | --------- | ----------- | ---- |
| 1986 | Campionati CAC U17         | Città del Messico | Salto in alto  | Argento   | 1,65 m      |      |
| 1986 | Campionati CAC U17         | Città del Messico | Salto in lungo | Oro       | 6,01 m      |      |
| 1988 | Campionati ibero-americani | Città del Messico | Salto in alto  | 8ª        | 1,60 m      |      |
| 1988 | Campionati ibero-americani | Città del Messico | Salto in lungo | 9ª        | 5,43 m      |      |
| 1990 | Campionati ibero-americani | Manaus            | Salto in alto  | 5ª        | 1,70 m      |      |
| 1990 | Campionati ibero-americani | Manaus            | Salto in lungo | 6ª        | 5,17 m      |      |
| 1995 | Campionati CAC             | Guatemala City    | Salto in alto  | Bronzo    | 1,75 m      |      |
| 1997 | Campionati CAC             | San Juan          | Salto in alto  | Bronzo    | 1,79 m      |      |
| 1998 | Campionati ibero-americani | Lisbona           | Salto in alto  | 4ª        | 1,81 m      |      |
| 1998 | Giochi CAC                 | Maracaibo         | Salto in alto  | 5ª        | 1,76 m      |      |
| 1999 | Campionati CAC             | Bridgetown        | Salto in alto  | Argento   | 1,77 m      |      |
| 2000 | Campionati ibero-americani | Rio de Janeiro    | Salto in alto  | 6ª        | 1,78 m      |      |
| 2001 | Campionati CAC             | Guatemala City    | Salto in alto  | Argento   | 1,75 m      |      |
| 2001 | Campionati CAC             | Guatemala City    | Salto in lungo | 5ª        | 5,79 m      |      |
| 2002 | Giochi CAC                 | San Salvador      | Salto in alto  | Argento   | 1,85 m      |      |
| 2003 | Giochi panamericani        | Santo Domingo     | Salto in alto  | Argento   | 1,94 m      |      |
| 2003 | Mondiali                   | Saint-Denis       | Salto in alto  | 21ª (q)   | 1,80 m      |      |
| 2004 | Mondiali indoor            | Budapest          | Salto in alto  | 12ª (q)   | 1,86 m      |      |
| 2004 | Campionati ibero-americani | Huelva            | Salto in alto  | Oro       | 1,94 m      |      |
| 2004 | Giochi olimpici            | Atene             | Salto in alto  | 14ª (q)   | 1,92 m      |      |
| 2005 | Campionati CAC             | Nassau            | Salto in alto  | 4ª        | 1,80 m      |      |
| 2005 | Mondiali                   | Helsinki          | Salto in alto  | 23ª (q)   | 1,84 m      |      |
| 2007 | Campionati NACAC           | San Salvador      | Salto in alto  | Argento   | 1,87 m      |      |
| 2007 | Giochi panamericani        | Rio de Janeiro    | Salto in alto  | Oro       | 1,95 m      |      |
| 2007 | Mondiali                   | Osaka             | Salto in alto  | 19ª (q)   | 1,88 m      |      |
| 2008 | Mondiali indoor            | Valencia          | Salto in alto  | 12ª (q)   | 1,90 m      |      |
| 2008 | Giochi olimpici            | Pechino           | Salto in alto  | nm (q)    | nm (q)      |      |
| 2009 | Mondiali                   | Berlino           | Salto in alto  | 30ª (q)   | 1,80 m      |      |
| 2010 | Campionati ibero-americani | San Fernando      | Salto in alto  | Bronzo    | 1,83 m      |      |
| 2010 | Giochi CAC                 | Mayagüez          | Salto in alto  | Bronzo    | 1,91 m      |      |
| 2011 | Campionati CAC             | Mayagüez          | Salto in alto  | 4ª        | 1,79 m      |      |
| 2011 | Giochi panamericani        | Guadalajara       | Salto in alto  | Bronzo    | 1,89 m      |      |
| 2012 | Campionati ibero-americani | Barquisimeto      | Salto in alto  | Oro       | 1,89 m      |      |
| 2013 | Campionati CAC             | Morelia           | Salto in alto  | 4ª        | 1,78 m      |      |